# Holysloot
Holysloot est un village néerlandais situé en province de Hollande-Septentrionale et comptant environ 160 habitants. Il fait partie de la commune d'Amsterdam et de la sous-commune (deelgemeente) d'Amsterdam-Noord. 
Il est situé à 9 km au nord-est du centre-ville de la capitale. Holysloot a été une commune indépendante jusqu'en 1818. Les communes de Durgerdam et Holysloot ont alors été rattachées à la commune de Ransdorp, elle-même rattachée à Amsterdam depuis.